# راب بارتلت
راب بارتلت (انگلیسی: Rob Bartlett؛ زادهٔ ۱۸ مهٔ ۱۹۵۷) بازریگر فیلم، تئاتر و تلویزیون، نویسنده امپرسیونیست وکمدین اهل ایالات متحده آمریکا است.
از فیلم‌ها یا برنامه‌های تلویزیونی که وی در آن نقش داشته‌است می‌توان به همسر خوب اشاره کرد.